# Florence Marly
Pour les articles homonymes, voir Marly.
Florence Marly (née Hana Smékalová) est une actrice franco-tchécoslovaque, à Obrnice le 2 juin 1919 et morte à Glendale (Californie) le 9 novembre 1978.

## Biographie

### Enfance et formation
Hana Smékalová est née le 2 juin 1919 à Obrnice, en Tchécoslovaquie. Elle étudie le français et rêve de devenir chanteuse d'opéra. À l'âge de 18 ans, elle se rend à Paris pour étudier l'art, la littérature et la philosophie à la Sorbonne

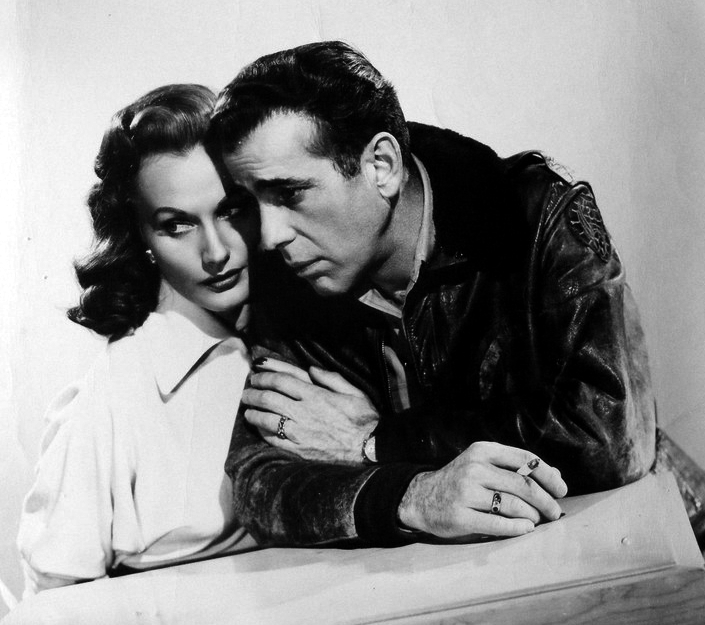
Florence Marly et Humphrey Bogart dans le film Tokyo Joe

## Filmographie
- 1936 : Maria de la nuit de Willy Rozier
- 1937 : L'Alibi de Pierre Chenal
- 1937 : L'Affaire Lafarge de Pierre Chenal
- 1938 : Café de Paris d'Yves Mirande et Georges Lacombe
- 1938 : La Maison du Maltais de Pierre Chenal
- 1939 : La Brigade sauvage de Marcel L'Herbier, poursuivi par Jean Dréville
- 1939 : Le Dernier Tournant de Pierre Chenal
- 1939 : Mahlia la métisse de Walter Kapps, inachevé, mais repris en 1942 avec une distribution différente
- 1943 : La piel de zapa de Luis Bayon Herrera
- 1943 : El fin de la noche d'Alberto de Zavalia
- 1945 : Viaje sin regreso de Pierre Chenal
- 1946 : Les Maudits de René Clément
- 1947 : Krakatit d'Otakar Vavra
- 1948 : Verdict secret (Sealed Verdict) de Lewis Allen
- 1949 : Tokyo Joe de Stuart Heisler
- 1951 : Marins et marraines de R. G. Springsteen
- 1951 : Tokyo file 212 de Dorrell et Stuart MacGovan
- 1951 : El Ídolo de Pierre Chenal
- 1953 : Confesiones al almanecer de Pierre Chenal (sketch El caleuche)
- 1957 : Undersea girl de John Peyser
- 1966 : Queen of Blood de Curtis Harrington
- 1967 : Le Diable à trois de Curtis Harrington
- 1971 : What's the Matter with Helen? de Curtis Harrington (simple apparition)
- 1972 : Doctor Death : Seeker of Souls d'Eddie Saeta
- 1972 : Space Boys : A Love Affair de Renate Druks (court métrage)
- 1978 : The Astrologer d'Arthur Dreifuss et Craig Denney